# Eurofest 2007
El Eurofest 2007 fue un programa de televisión en el que Bielorrusia eligió a tres cantantes para luchar por representar al país en el Festival de la Canción de Eurovisión 2007, que tuvo lugar en Helsinki, Finlandia, el 10 y 12 de mayo de 2007. Como Bielorrusia no consiguió pasar, por tercera vez consecutiva, a la final en el Festival de la Canción de Eurovisión 2006, el ganador tuvo que empezar en la semifinal el día 10 de mayo.
El Eurofest comenzó con una semifinal el 15 de diciembre de 2006, y el televoto eligió a Dmitry Koldun para ir a la superfinal, mientras que el jurado tuvo como favoritos a Diana Gurtskaya y The Project, dejando al jurado elegir al ganador en la final del 22 de enero de 2007 internamente. Más tarde, Dmitry Koldun fue anunciado como ganador con la canción "Work your magic". Las reglas explícitamente establecían que el ganador podía o no podía cantar su canción de la final nacional en el festival de Helsinki.

## Participantes
Los siguientes artistas participaron:
- Anna Sharkunova - "Sorvatsa I Vniz"
- Borneo - "Fingertips"
- Dmitry Koldun - "Angel Mechty"
- LENA - "Call Me (September 11th)"
- Svayaki - "Salodki Myodzik"
- Irina Yarina - "Krotkiy Dozhd"
- Dali - "Mechtai So Mnoy"
- Natalia Tamelo - "So Badly High"
- Litesound - "Summer Trip"
- The Project - "S. U. P. E. R. S. T. A. R."
- Oleg Karpenko - "I Feel Good Tonight"
- New Generation - "Belarus"
- Diana Gurtskaya - "How Long"
- Natalia Lapteva & XXXLight - "I Don't Know Why"
- Victor Pshenichniy - "Sooner Or Later"

No participaron:
- Angelica Agurbash, quien representó a Bielorrusia en el 2005, debido a que iba a participar con la canción "Miracle", pero se retiró después de que fuese descubierto que su canción había sido ya interpretada en el Campeonato Europeo de Atletismo,[2] lo que va contra el reglamento del festival.

## Celebración

### Semifinal
La semifinal tuvo lugar el 22 de diciembre de 2006 en el Palacio de la República de Minsk.
Después de que fueran interpretadas todas las canciones, hubo diez minutos de televoto para decidir el ganador de los espectadores.
| Lugar | Artista                    | Canción                  | Votos |
| ----- | -------------------------- | ------------------------ | ----- |
| 01    | Dmitry Koldun              | Angel Mechty             | 4412  |
| 02    | Litesound                  | Summer Trip              | 1999  |
| 03    | Diana Gurtskaya            | How Long                 | 1582  |
| 04    | The Project                | S.U.P.E.R.S.T.A.R        | 1288  |
| 05    | Svayaki                    | Salodki Myodzik          | 1149  |
| 06    | Borneo                     | Fingertips               | 693   |
| 07    | Natalia Tamelo             | So Badly High            | 585   |
| 08    | Anna Sharkunova            | Sorvatsa I Vniz          | 553   |
| 09    | LENA                       | Call Me (September 11th) | 467   |
| 10    | Victor Pshenichniy         | Sooner or Later          | 462   |
| 11    | Natalia Lapteva & XXXLight | I Don't Know             | 334   |
| 12    | New Generation             | Belarus                  | 171   |
| 13    | Dali                       | Mechtai So Mnoy          | 142   |
| 14    | Irina Yarina               | Krotkiy Dozhd            | 81    |
| 15    | Oleg Karpenko              | I Feel Good Tonight      | 39    |

### Final
La final tuvo lugar el 22 de enero de 2007 en el palacio de los deportes de Minsk, y tuvo como presentadores a Denis Kurian y Olga Shlager. Un jurado eligió al mejor entre los tres clasificados de la semifinal:
- Dmitry Koldun - "Work Your Magic" - ganador
- The Project - "S. U. P. E. R. S. T. A. R."
- Diana Gurtskaya - "How Long"

Tras la final del 22 de enero de 2007 se anunció que Dmitry Koldun representaría a Bielorrusia en el Festival de la Canción de Eurovisión 2007 con su canción "Work Your Magic". Koldun decidió cambiar su canción de la semifinal por esta, que fue con la que representó a Bielorrusia en el festival.